# Lucasioides taitii
Lucasioides taitii is een pissebed uit de familie Trachelipodidae. De wetenschappelijke naam van de soort is voor het eerst geldig gepubliceerd in 1993 door Kwon.